# Colom ull de maduixa

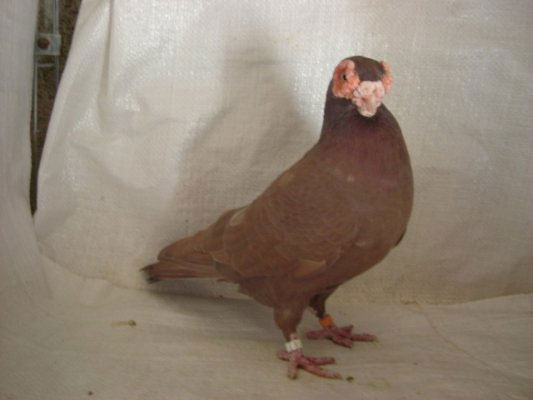
Colom ull de maduixa

El colom ull de maduixa és una raça de colom pròpia de Catalunya i del País Valencià. Poc volador. De cap gros, ample i quadrat, amb els rivets oculars molt desenvolupats i de color vermell com una maduixa.

## Història
Va ser intrduïda al territori durant el temps de dominació musulmana entre els segles viii i xv. Fou descrita ja el 1799. Segfurament té el mateix origen que d'altres coloms amb rivet cocular gros i roig com els barbs americans i anglesos.
Va estar a punt de desaparéixer i per poc no es va perdre la variant degollada, quedant-ne molt pocs i mals exemplars. Ara es troba en fase de recuperació.

## Característiques
- Grandària mitjana: 285-340 g.
- Ample de la part superior del tòrax.
- Cap quadriculat, gros, curt i ample.
- Hiperdesenvolupament dels rivets oculars que són de roig intens format per dos o tres centres concèntrics.
- Bec curt i gran.
- Poc voladores

### Varietats
- Amb caputxa de plomes a la part alta del clatell (monyo) o sense
- Amb corbata o sense
- Degollat (o punyalada): filet de la papada i part central del coll nua.
- S'admeten diferents colors:
  - Groc
  - Negre.
  - Tabac (negre diluït).
  - Vermell
- Poden presentar dissenys:
  - Ales blanques.
  - Ales blanques-cua blanca.
  - Cues blanques.
  - Ganyuts (amb un pitet blanc).